# 前348年
| 千纪： | 前1千纪 |
| 世纪： | 前5世纪 \| 前4世纪 \| 前3世纪 |
| 年代： | 前370年代 \| 前360年代 \| 前350年代 \| 前340年代 \| 前330年代 \| 前320年代 \| 前310年代                                                                                          |
| 年份： | 前353年 \| 前352年 \| 前351年 \| 前350年 \| 前349年 \| 前348年 \| 前347年 \| 前346年 \| 前345年 \| 前344年 \| 前343年                                                            |
| 纪年： | 周顯王二十一年 魯康公五年 齊威王九年 趙肅侯二年 魏惠王二十二年 韓昭侯十五年 秦孝公十四年 楚宣王二十二年 宋剔成君二十二年 衛成侯十四年 燕後文公十四年 越王無顓十三年 中山成公二年 |

## 大事记
- 秦商鞅更為賦稅法行之（《史记·六国年表》）。
- 韩昭侯出访秦国（《史记·六国年表》）。
- 阿契美尼德帝国攻下位于今黎巴嫩境内的赛达，并在城内大肆抢掠。
- 罗马共和国与迦太基达成贸易协定，其中规定迦太基将不会攻打忠于罗马的拉丁部族。这一协定决定了罗马在拉丁同盟中的主导地位。